# Yohei Taniike
Yohei Taniike (谷池 洋平 Taniike Yohei?), född 5 april 1977 i Hyōgo prefektur, är en japansk före detta fotbollsspelare.
Taniike började sin karriär 2000 i Vissel Kobe. 2001 flyttade han till Otsuka Pharmaceutical (Tokushima Vortis). Efter Tokushima Vortis spelade han för Tochigi SC och Sony Sendai. Han avslutade karriären 2013.